# Barock Volleys MTV Ludwigsburg
Die Barock Volleys MTV Ludwigsburg sind seit 2022 die Volleyball-Abteilung des MTV Ludwigsburg. Die erste Männermannschaft spielt in der Bundesliga.

## Bundesliga-Team
Der Kader für die Saison 2025/26 besteht aus folgenden Spielern.
| Name              | Nr. | Nation             | Größe  | Geburtsdatum  | Position | im Verein seit | Vertrag bis |
| ----------------- | --- | ------------------ | ------ | ------------- | -------- | -------------- | ----------- |
| Ben-Simon Bonin   | 6   | Deutschland        | 2,01 m | 31. Jan. 2003 | AA       | 2024           | 2026        |
| Darius Diefenbach | 4   | Deutschland        | 1,98 m | 20. Mai 2003  | MB       | 2023           | 2026        |
| Jonah Dornheim    |     | Deutschland        | 1,92 m | 7. Aug. 2008  | Z        | 2022           | 2026        |
| Philipp Herrmann  | 2   | Deutschland        | 2,00 m | 31. Jan. 2003 | MB       | 2024           | 2026        |
| Jan Huber         |     | Deutschland        | 2,07 m | 7. Okt. 2000  | MB       | 2025           | 2026        |
| Jeffrey Klok      |     | Niederlande        | 1,89 m | 29. Okt. 1998 | L        | 2025           | 2026        |
| Tim Köpfli        |     | Schweiz            | 1,93 m | 14. Mai 1996  | AA       | 2024           | 2026        |
| Nyherowo Omene    |     | Vereinigte Staaten | 2,00 m | 5. Juni 2003  | D        | 2025           | 2026        |
| Tomi Saarinen     |     | Finnland           | 1,96 m | 5. Juli 1999  | Z        | 2025           | 2026        |
| Laurin Schiegl    |     | Deutschland        | 1,81 m | 17. Juni 2007 | L        | 2023           | 2026        |
| Mykyta Shapovalov |     | Ukraine            | 1,96 m | 25. Jan. 2005 | AA       | 2024           | 2026        |
| Pascal Winter     | 9   | Deutschland        | 1,87 m | 16. Nov. 1994 | AA       | 2017           | 2026        |

Positionen: AA = Annahme/Außen, D = Diagonal, L = Libero, MB = Mittelblock, Z = Zuspiel
| Neuzugänge 2025 | Neuzugänge 2025           | Abgänge 2025      | Abgänge 2025 |
| Spieler         | bisheriger Verein         | Spieler           | neuer Verein |
| --------------- | ------------------------- | ----------------- | ------------ |
| Jan Huber       | TV Rottenburg             | Jannik Bachmann   | unbekannt    |
| Jeffrey Klok    | Abiant Lycurgus Groningen | Steffen Haußmann  | unbekannt    |
| Nyherowo Omene  | Princeton University      | Moritz Langjahr   | unbekannt    |
| Tomi Saarinen   | SWD Powervolleys Düren    | Christian Metzger | unbekannt    |
|                 |                           | Raphael Noz       | unbekannt    |
|                 |                           | Ryan Slater       | unbekannt    |
|                 |                           | Tin Tomić         | unbekannt    |

Cheftrainer ist seit 2025 der Finne Hasse Mattila. Michael Dornheim arbeitet als Sportdirektor.

## Weitere  Mannschaften
Die Frauenmannschaft ist in der 3. Liga Süd aktiv. Außerdem gibt es zahlreiche weitere Männer- und Frauenmannschaften sowie mehrere Jugend- und Mixed-Teams. 